# GS Hoboken Ster
GS Beobank Hoboken Ster is een Belgische zaalvoetbalclub uit Hoboken. De eerste ploeg treedt aan in de 2e nationale van de KBVB.

## Historiek
Het verhaal van Geel Ster Hoboken begint in 1982. Na een seizoen vriendschappelijke wedstrijden beslisten ze om te starten in de bijgevoegde competitie van de Vlaamse Zaalvoetbalbond (VZVB) onder de vleugels van veldvoetbalclub AFC Geel Ster Hoboken, gesticht in 1934 door Victor Marijnissen, grootvader van Luc en Dirk Van Overbeke. Eerste voorzitter en huidig erevoorzitter is Bruno Van Haesendonck.
Het verhaal van Hoboken Ster start in 1981, wanneer Adriaan Kerckx, vader van vicevoorzitter Peter Kerckx, de club sticht.
In 2002 fusioneerde Geel Ster Hoboken met De Gouden Leeuw. Voorzitters Mathieu Lauwers en Dirk Van Overbeke staken de koppen bij elkaar en waren er snel uit. Het bestuur van Geel Ster Hoboken en de spelersgroep van De Gouden Leeuw maakte van fusieclub Gouden Ster Hoboken meteen een topclub in de BZVB. In het seizoen 2004-05 werd de club voor het eerst landskampioen en won het de beker van België. Het jaar nadien verlengde het deze titel. In 2015 volgde een derde landstitel.
In 2020 besloten de twee Hobokense clubs in eerste nationale Gouden Ster Hoboken en Hoboken Ster, om samen te smelten tot GS Hoboken Ster.

## Palmares
- kampioen 2e nationale KBVB 2023
- Landskampioen BZVB 2005, 2006, 2015, 2019 en 2020
- Beker van België BZVB 2005 en 2015
- 15x play-offs op 17 seizoenen 1e nationale BZVB
- Supercup: 2006